# Amador García Cabrera
Amador García Cabrera   (Barcelona, 12 de juliol de 1934) que signa com Amador, és un autor de còmic i il·lustrador. Va treballar fonamentalment per al mercat exterior.

## Biografia
Després de provar amb variats oficis, va començar a treballar per a l'agència Seleccions Il·lustrades en 1958 produint còmics amb destinació a publicacions estrangeres: Davy Crockett (Vaillant, 1960); Donely Rock  (1961); Dogfight Dixon (Fleetway, 1961), i fins a una biografia del futbolista, Kevin Keegan.
El 1972 va dibuixar la sèrie bèl·lica Commando per a D.C. Thompson. D'altres de les seves sèries van ser Elephant Boy i Starlet per a l'editorial sueca Semic, Conny per a l'alemanya Koralle-Verlag i Shi-Kai, der Rebel per a Bastei-Verlag. També va treballar per a la revista estatunidenca "Creepy" i va realitzar diversos episodis de Tarzán (1979). El 1983, va entintar i va acolorir els llapis d'Ambrós al còmic El adivino de los ojos muertos, protagonitzada per El Capitán Trueno i publicada a la Historia de los Comics de Toutain Editor.